# 細谷泰茲
細谷 泰茲（ほそや やすじ、1938年 - ）は、日本の彫刻家。子供や母子をモチーフにしたモニュメントを中心に屋内外展示作品を多数発表している。

## 人物・略歴
1938年、静岡市に生まれる。1957年、静岡県立静岡高等学校卒業。1963年、東京芸術大学美術学部専攻科彫刻修了。1967年、静岡大学教育学部助手。1968年、新制作協会会員。1972年、イタリア政府給費留学生 ローマ美術学校 ペリクレ・ファッツィーニ教室に学ぶ（〜1973年）。1984年、静岡大学教育学部教授。1991年、静岡大学教育学部附属浜松小学校校長（〜1994年）。2004年、静岡大学名誉教授。2018年、瑞宝中綬章受章。

## 受賞歴
- 1961年 サロン・ド・プランタン賞 東京芸術大学卒業制作展
- 1963年 新制作新作家賞
- 1966年 新制作協会賞 30周年特別記念賞
- 1969年 静岡県芸術祭賞
- 1976年 静岡県文化奨励賞

## 主なモニュメント・野外彫刻
- 1975年 「黄土」満蒙開拓団青少年義勇軍拓魂碑 静岡県護国神社
- 1978年 「少年とチャボ」 静岡市八幡山
- 1982年 「いたずらがき」 静岡市東京海上ビル玄関
- 1983年 「公園の午後」 静岡市企画第一回彫刻のある街づくり 常磐公園
- 1983年 「指人形」[3] 駿府城二の丸橋の北
- 1983年 「蒼海行」 焼津市制30周年 海の顕彰碑 焼津港
- 1985年 「大地に立つ」 静岡市立城内中学校
- 1988年 「雲にあそぶ」 新富士駅構内
- 1989年 「海の詩」 蒲原町制100周年 蒲原町文化センター
- 1989年 「山の詩」 蒲原町制100周年 蒲原町文化センター
- 1990年 「吾子と」 蒲原町立図書館
- 1993年 「風の中の母子像」 男女共同参画センターあざれあ
- 1997年 「燦々と」 袋井市親水公園
- 1997年 「平和の碑」 磐田市立磐田北小学校
- 1999年 「雲にあそぶ」 袋井市立山名小学校
- 2004年 「雲にあそぶ」 静岡大学大学会館